# Primero de Enero, Kuba
Primero de Enero är en ort i Kuba.   Den ligger i provinsen Provincia de Ciego de Ávila, i den centrala delen av landet, 400 km öster om huvudstaden Havanna. Primero de Enero ligger 19 meter över havet och antalet invånare är 17 934.
Terrängen runt Primero de Enero är mycket platt. Runt Primero de Enero är det ganska glesbefolkat, med 39 invånare per kvadratkilometer. Primero de Enero är det största samhället i trakten. Trakten runt Primero de Enero består till största delen av jordbruksmark.